# Cola (botanica)
Cola Schott & Endl., 1838 è un genere di piante angiosperme dicotiledoni appartenente alla famiglia delle Malvacee.
Sono alberi originari delle foreste tropicali dell'Africa, alcune specie sono utilizzate per il frutto, contenente caffeina, spesso usato come aromatizzante nelle bevande.

## Descrizione

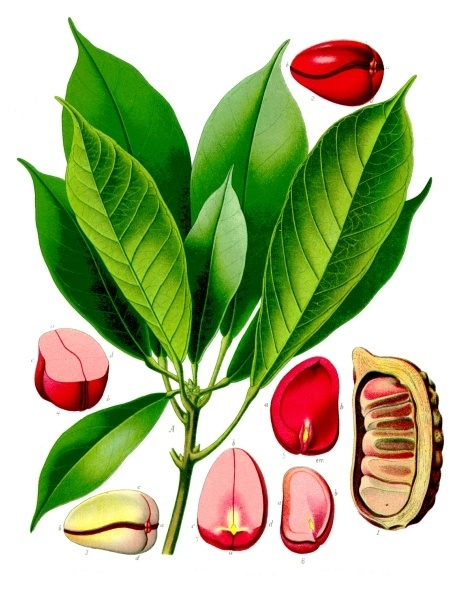
Cola acuminata

Sono alberi sempreverdi, alti fino a 20 m, con foglie ovoidali lucide lunghe fino a 30 cm e fiori a forma di stella.

## Tassonomia
La classificazione tradizionale (Sistema Cronquist) attribuiva il genere Cola alla famiglia delle Sterculiacee.
La moderna classificazione APG lo colloca tra le Malvaceae, nella sottofamiglia Sterculioideae.
Il genere comprende le seguenti specie:
- Cola acuminata (P.Beauv.) Schott & Endl.
- Cola altissima Engl.
- Cola angustifolia K.Schum.
- Cola anomala K.Schum.
- Cola argentea Mast.
- Cola attiensis Aubrév. & Pellegr.
- Cola baldwinii Jongkind
- Cola ballayi Cornu ex Heckel
- Cola bilenguensis Pellegr.
- Cola bipindensis Engl.
- Cola bodardii Pellegr.
- Cola boxiana Brenan & Keay
- Cola brevipes K.Schum.
- Cola bruneelii De Wild.
- Cola buesgenii Engl.
- Cola buntingii Baker f.
- Cola cabindensis Exell
- Cola caricifolia (G.Don) K.Schum.
- Cola cauliflora Mast.
- Cola cecidiifolia Cheek
- Cola chlamydantha K.Schum.
- Cola chlorantha F.White
- Cola clavata Mast.
- Cola coccinea Engl. & K.Krause
- Cola congolana De Wild. & T.Durand
- Cola cordifolia (Cav.) R.Br.
- Cola crispiflora K.Schum.
- Cola digitata Mast.
- Cola discoglypremnophylla Brenan & A.P.D.Jones
- Cola diversifolia De Wild. & T.Durand
- Cola dorrii Cheek
- Cola duparquetiana Baill.
- Cola edeensis Engl. & K.Krause
- Cola elegans Pierre ex Breteler
- Cola etugei Cheek
- Cola fibrillosa Engl. & K.Krause
- Cola ficifolia Mast.
- Cola flaviflora Engl. & K.Krause
- Cola flavovelutina K.Schum.
- Cola gabonensis Mast.
- Cola gigantea A.Chev.
- Cola gigas Baker f.
- Cola gilgiana Engl.
- Cola gilletii De Wild.
- Cola glabra Brenan & Keay
- Cola glaucoviridis Pellegr.
- Cola greenwayi Brenan
- Cola griseiflora De Wild.
- Cola heterophylla (P.Beauv.) Schott & Endl.
- Cola hispida Brenan & Keay
- Cola hypochrysea K.Schum.
- Cola idoumensis Pellegr.
- Cola kimbozensis Cheek
- Cola kodminensis Cheek
- Cola lasiantha Engl. & K.Krause
- Cola lateritia K.Schum.
- Cola laurifolia Mast.
- Cola lepidota K.Schum.
- Cola letestui Pellegr.
- Cola letouzeyana Nkongmeneck
- Cola liberica Jongkind
- Cola lissachensis Pellegr.
- Cola lizae N.Hallé
- Cola lomensis Engl. & K.Krause
- Cola lorougnonis Aké Assi
- Cola louisii Germ.
- Cola lukei Cheek
- Cola macrantha K.Schum.
- Cola mahoundensis Pellegr.
- Cola mamboana Kenfack & Sainge
- Cola marsupium K.Schum.
- Cola mayimbensis Pellegr.
- Cola mayumbensis Exell
- Cola megalophylla Brenan & Keay
- Cola metallica Cheek
- Cola micrantha K.Schum.
- Cola microcarpa Brenan
- Cola millenii K.Schum.
- Cola minor Brenan
- Cola mixta A.Chev.
- Cola mossambicensis Wild
- Cola mosserayana Germ.
- Cola moussavoui Breteler
- Cola nana Engl. & K.Krause
- Cola natalensis Oliv.
- Cola ndongensis Engl. & K.Krause
- Cola nigerica Brenan & Keay
- Cola nitida (Vent.) Schott & Endl.
- Cola noldeae Exell & Mendonça
- Cola obtusa Engl. & K.Krause
- Cola octoloboides Brenan
- Cola pachycarpa K.Schum.
- Cola pallida A.Chev.
- Cola philipi-jonesii Brenan & Keay
- Cola pierlotii Germ.
- Cola porphyrantha Brenan
- Cola praeacuta Brenan & Keay
- Cola pseudoclavata Cheek
- Cola pulcherrima Engl.
- Cola quentinii Cheek
- Cola quintasii Engl.
- Cola reticulata A.Chev.
- Cola rhynchophylla K.Schum.
- Cola ricinifolia Engl. & K.Krause
- Cola rondoensis Cheek
- Cola rostrata K.Schum.
- Cola ruawaensis Cheek
- Cola rubra A.Chev.
- Cola scheffleri K.Schum.
- Cola sciaphila Louis ex Germ.
- Cola selengana Germ.
- Cola semecarpophylla K.Schum.
- Cola simiarum Sprague ex Brenan & Keay
- Cola sphaerocarpa A.Chev.
- Cola sphaerosperma Heckel
- Cola stelechantha Brenan
- Cola stigmatosa Breteler
- Cola subglaucescens Engl.
- Cola suboppositifolia Cheek
- Cola sulcata Engl.
- Cola supfiana Busse
- Cola tessmannii Engl. & K.Krause
- Cola triloba (R.Br.) K.Schum.
- Cola tsandensis Pellegr.
- Cola uloloma Brenan
- Cola umbratilis Brenan & Keay
- Cola urceolata K.Schum.
- Cola usambarensis Engl.
- Cola vandersmisseniana Germ.
- Cola verticillata (Thonn.) Stapf ex A.Chev.
- Cola welwitschii Exell & Mendonça ex R.Germ.
- Cola winkleri Engl.
- Cola zemagoana Kenfack & D.W.Thomas